# Paratriaenops pauliani
Paratriaenops pauliani é uma espécie de morcego da família Hipposideridae. Pode ser encontrada nas Seychelles (Atol de Aldabra). Foi recentemente transferida para o gênero Paratriaenops.